# Tatra K2T
Tatra K2T je dvoučlánková kloubová tramvaj, která vznikla modernizací starších československých tramvají Tatra K2. Při modernizacích, které probíhaly na konci 90. let 20. století, vznikly celkem čtyři vozy K2T, které provozoval Dopravní podnik města Brna (DPMB). Jejich provoz byl ukončen v roce 2022.

## Historické pozadí
Hlavním důvodem modernizací brněnských tramvají K2 byla náhrada původní nehospodárné elektrické výzbroje UA12. V případě vozů K2T byla využita nová tranzistorová výzbroj ČKD TV14, problémy ale způsobil krach výrobce a následně vyhlášený konkurs. Proto byla do dalších tramvají K2 již instalována odlišná elektrická výzbroj.

## Modernizace
Vozová skříň tramvají byla při modernizaci kompletně opravena, boční vlnité plechy (charakteristické pro typ K2) byly vyměněny za rovné. Design vozu zůstal zachován (oproti typu Tatra K2R), střecha tramvaje ale byla upravena pro instalaci elektronických panelů informačního systému. Interiér zůstal téměř v původní podobě – byla ale např. vyměněna podlahová krytina, bylo realizováno nové vnitřní obložení, laminátové sedačky byly částečně vypolstrovány, byly osazeny nové dveřní pohony a poptávkové otvírání dveří cestujícími či nové odporové topení v bočnicích. Novinkou se stal akustický a optický informační systém. Kabina řidiče byla rovněž upravena, byl modernizován ovládací pult a ovládání tramvaje pedály bylo změněno na ovládání ručním řadičem.
Původní odporová elektrická výzbroj typu UA12 byla vyměněna za hospodárnější tranzistorovou typu TV14 na bázi IGBT tranzistorů a s rekuperační brzdou. Rovněž byl vyměněn motorgenerátor za nový statický měnič.

## Provoz tramvají Tatra K2T
| Současný stát | Provoz | Článek | Typ | Roky modernizací | Počet vozů | Poznámky |
| ------------- | ------ | ------ | --- | ---------------- | ---------- | -------- |
| Česko         | Brno   | článek | K2T | 1999–2000        | 4 kusy     |          |

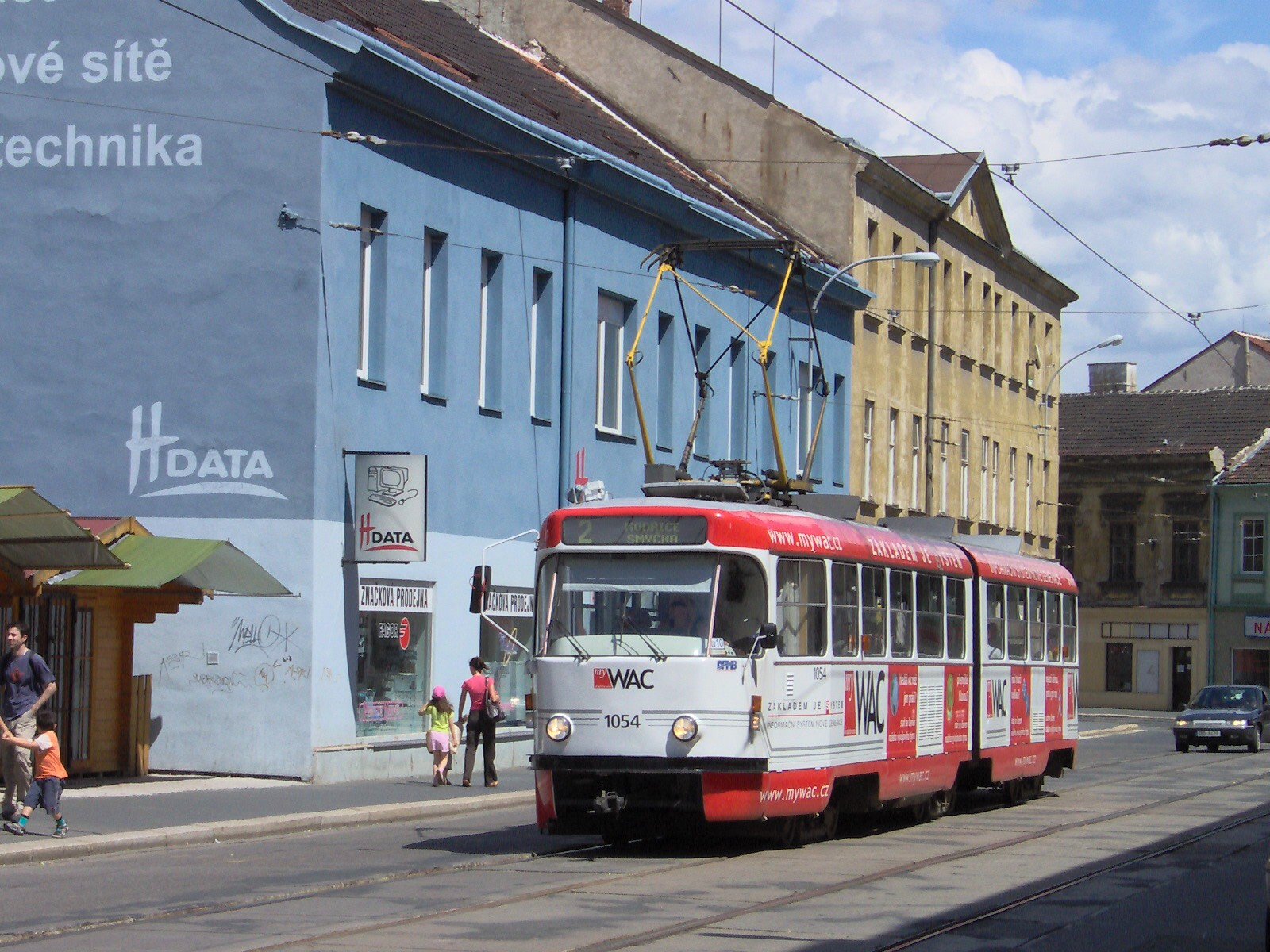
Brněnská tramvaj K2T s celovozovou reklamou

Všechny čtyři tramvaje K2 (č. 1033, 1038, 1044, 1054), které měly být modernizovány na typ K2T, byly do ústředních dílen DPMB přistaveny v průběhu roku 1999, kde byly ještě v průběhu téhož roku opraveny. Problém ale způsobila elektrická výzbroj, kterou její výrobce dopravnímu podniku nedodal. Společnost ČKD Dopravní systémy se totiž potýkala s existenčními problémy, v roce 2000 byl na firmu uvalen konkurs. Vozy tak nějaký čas zůstaly odstaveny, elektrické výzbroje byly do Brna dodány během roku 2000, nedlouho poté byly všechny čtyři tramvaje zprovozněny. Další vozy K2 byly už modernizovány na typ Tatra K2P s elektrickou výzbrojí od firmy Alstom (nyní Cegelec).
Čtyři tramvaje K2T společně sloužily v brněnských ulicích do počátku 20. let 21. století. V roce 2021 byl z provozu odstaven a následně sešrotován první vůz s číslem 1033. Stejný osud potkal v následujícím roce i tramvaj číslo 1038. Zbývající dva vozy byly do provozu vypravovány do října 2022, přičemž vůz č. 1044 byl sešrotován na jaře 2023. Jako poslední se na pravidelné lince objevila dne 13. října 2022 tramvaj č. 1054, která byla sešrotována v září roku 2023.